# Newfoundland and Labrador Route 450A
Newfoundland and Labrador Route 450A, afgekort Route 450A of NL-450A, is een 6,5 km lange provinciale weg van de Canadese provincie Newfoundland en Labrador. De weg staat ook bekend als Lewin Parkway en bevindt zich volledig op het grondgebied van de stad Corner Brook, aan de westkust van het eiland Newfoundland. 

## Traject
Route 450A is de noordelijke helft van Lewin Parkway, de facto de ringweg van de stad Corner Brook. Het zuidelijke en westelijke gedeelte van Lewin Parkway maakt immers deel uit van Route 450, waar Route 450A een aftakking van is. Die aftakking begint ten westen van het stadscentrum. Van daaruit loopt de weg doorheen de stad, waarna hij aansluiting vindt met de Trans-Canada Highway (TCH).
De 3,9 km tussen de Trans-Canada Highway en de haven van Corner Brook is erkend als een onderdeel van Canada's nationale wegennetwerk.